# Travesio
Travesio é uma comuna italiana da região do Friuli-Venezia Giulia, província de Pordenone, com cerca de 1.758 habitantes. Estende-se por uma área de 28 km², tendo uma densidade populacional de 63 hab/km². Faz fronteira com Castelnovo del Friuli, Meduno, Pinzano al Tagliamento, Sequals, Tramonti di Sotto.
Faz parte da rede das Aldeias mais bonitas de Itália.

## Demografia
| Variação demográfica do município entre 1861 e 2011                               |
|                                                                                   |
| Fonte: Istituto Nazionale di Statistica (ISTAT) - Elaboração gráfica da Wikipedia |